# Speocera tubularis
Espèce
Speocera tubularis est une espèce d'araignées aranéomorphes de la famille des Ochyroceratidae.

## Distribution
Cette espèce est endémique de Madagascar. Elle se rencontre dans le parc national d'Andohahela.

## Description
Le mâle holotype mesure 0,85 mm et la femelle paratype 0,92 mm.

## Publication originale
- Tong, Li, Song, Chen & Li, 2019 : Thirty-two new species of the genus Speocera Berland, 1914 (Araneae: Ochyroceratidae) from China, Madagascar and Southeast Asia. Zoological Systematics, vol. 44, no 1, p. 1-75 (texte intégral).